# Kanadski bober
Kanadski bober (znanstveno ime Castor canadensis) je vrsta bobrov, ki je naravno razširjena po Severni Ameriki, kasneje pa so jo naselili tudi v Skandinavijo in Patagonijo.

## Opis
Odrasel kanadski bober tehta med 11 in 32 kg, običajno pa znaša teža odrasle živali okoli 20 kg. Telesna dolžina (brez repa) znaša med 74 in 90 cm, rep pa je dolg med 20 in 35 cm. Zelo stari osebki lahko tehtajo celo do 50 kg, kar je mnogo več od največjega zabeleženega primerka evropskega bobra, ki je sicer v povprečju večji od severoameriške vrste.
Podobno kot kapibara, je tudi bober delno vodna žival, kar se kaže tudi na njegovem telesnem ustroju. Ima velik, ploščat, veslu podoben rep in velike zadnje šape s plavalno kožico med prsti. Prednje šape so manjše in med prsti nimajo plavalne kožice, imajo pa velike kremplje, namenjene kopanju. Oči so zaščitene z žmurko, ki omogoča bobru gledanje pod vodo. Ušesa in nos se med potapljanjem zaprejo. Pod kožo ima bober debelo plast maščobe, ki ga ščiti pred mrazom. Rep živali je idealno oblikovan za plavanje, poleg tega pa z udarjanjem po vodni gladini bober tudi sproži preplah ob nevarnosti. V njem bober shranjuje tudi tolščo, ki mu služi v zimskih mesecih, ko je hrane malo.
Kožuh je sestavljen iz grobe vrhnje dlake in puhaste podlanke. Pojavljajo se rezlične barvne različice kanadskega bobra, prevladuje pa temno rjava dlaka. V bližini genitalij imajo bobri posebne žleze, iz katerih izločajo oljnato tekočino, s katero si mažejo kožuh, da postane vodoodporen. 

## Biologija
Kanadski bober je aktiven pretežno ponoči. Gre za izjemnega plavalca, ki lahko pod vodo zdrži do 15 minut. Najbolj ogrožen je na kopnem, kjer je najmanj okreten, zaradi česar se tudi sicer največ zadržuje v vodi.. 
Domovanje si kanadski bober gradi iz palic, blata in kamenja, ki ga nagrmadi ob bregovih rek in potokov. ta domovanja, v katerih se zadržuje več družin se lahko dotikajo bregov, v katere bobri izkopljejo tudi rove za brloge, lahko pa se povsem obkrožena z vodo. Pogosto z grmadenjem vejevja povsem zajezijo vodotoke, s čimer ustvarjajo obsežna umetna jezera, ki jim nudijo dodatno zavetje. Pred zimo bobri pogosto vejevje oblečejo z blatom, ki pozimi zmrzne in dodatno utrdi konstrukcijo, na vrhu pa pustijo odprtino za kroženje zraka. V notranjosti bobri nagrmadijo sveže veje. Velik del prehrane bobrov namreč temelji na poganjkih, listih in lubju.
Največji naravni sovražnik kanadskega bobra je rosomah, v preteklosti pa so, zaradi priljubljenega krzna, ljudje kanadskega bobra skoraj povsem iztrebili.

## Razlike med evropskim in kanadskim bobrom
Kljub temu, da sta si vrsti na prvi pogled podobni, pa nista genetsko kompatibilni. Kanadski bober ima namreč 40 kromosomov, evropski bober (Castor fiber) pa 48. Doslej so znanstveniki poskušali vrsti med seboj križati že več kot 27-krat. Le v enem križanju med samcem kanadskega bobra in samico evropskega bobra je samica povrgla mrtvega mladiča. Zaradi razlik med vrstama tako ne gre pričakovati pojava križancev v okolju, kjer se vrsti srečujeta.
Kanadski bober je nekoliko manjši od evropskega. Ima nekoliko manjšo in bolj okroglo glavo, krajši in širši smrček ter gostejšo, daljšo in bolj temno podlanko. Poleg tega ima kanadska vrsta širši in bolj ovalno oblikovan rep in daljše golenice, zaradi česar se po kopnem giblje bolje od evropskega bobra. Nosne kosti so pri kanadskem bobru krajše in so najširše na sredini, medtem ko so pri evropski vrsti najširše na koncu. Nosnice so pri kanadskem bobru kvadratne, evropski bober pa ima trikotne nosne odprtine. Podobno je z zatilnično odprtino, ki je pri kanadskem bobru trikotno oblikovana, pri evropski vrsti pa je ovalne oblike. Razlika med vrstama se kaže tudi v velikosti analnih žlez, ki so pri severnoameriški vrsti manjše. Razlika med vrstama se kaže tudi v vrhnji dlaki kožuha. Dlaka kanadskega bobra ima manjše votle dele kot je to značilni za evropsko vrsto, razlika pa je tudi v barvi kožuha. Okoli 50 % severnoameriške populacije ima kožuh bledo rjave barve, okoli 25 % populacije je rdečkasto rdeče barve, okoli 20 % osebkov je rjavih, okoli 6 % kanadskih bobrov pa je črnikaste barve. Evropski bobri so v okoli 66 % bledo rjave ali okraste barve, okoli 20 % je rdečkastorjavih osebkov, okoli 8 % je rjavih in okoli 2 % črnikastih.